# Blaps antennalis
Blaps antennalis – gatunek chrząszcza z rodziny czarnuchowatych i podrodziny Tenebrioninae.
Gatunek ten został opisany w 1880 roku przez Ernesta Allarda. W 1994 roku obniżono jego rangę do podgatunku Blaps tingitana. Badania przeprowadzone przez Condamine i współpracowników wykazały jednak parafiletyzm tak zdefiniowanego B. tingitana. Okazało się, że B. t. antennalis stanowi grupę siostrzaną dla kladu złożonego z Blaps alternans i B. tingitana, w związku z czym został on ponownie wyniesiony do rangi osobnego gatunku. Wszystkie wspomniane gatunki wraz z pięcioma innymi należą do grupy gatunków B. alternans, rozsiedlonej na atlantyckim wybrzeżu Maroka i Wyspach Kanaryjskich.
Blaps antennalis występuje na atlantyckim wybrzeżu Maroka, na północ od zasięgu B. tingitana.